# Argyrolacia
Argyrolacia é um gênero de traça pertencente à família Agonoxenidae.